# Tuvalu A-Division
De Tuvalu A-Division of The National Provident Fund Championship League (NPF) is de hoogste voetbalcompetitie op Tuvalu, die door de Tuvalu National Football Association (TNFA) wordt georganiseerd.
In de competitie zijn acht van de negen eilanden vertegenwoordigd. Niulakita is het enige eiland dat geen club heeft. Sommige clubs sturen twee teams voor de competitie. De hele competitie speelt zich af op het Tuvalu Sports Ground op het hoofdatol Funafuti, omdat dit het enige veld is. Daarom zijn ook alle clubs op het hoofdeiland gevestigd, die dan de acht eilanden vertegenwoordigen.
De Tuvalu A-Divison kent geen degradatie, maar men heeft wel een B-Division en een C-Division.

## Winnaars
- 2001: FC Niutao
- 2002: FC Niutao
- 2003: FC Niutao
- 2004: Lakena United
- 2005: Nauti FC
- 2006: Lakena United
- 2007: Nauti FC
- 2008: Nauti FC
- 2009: Nauti FC
- 2010: Nauti FC
- 2011: Nauti FC
- 2012: Nauti FC
- 2013: Nauti FC
- 2014: Nauti FC
- 2015: Nauti FC
- 2016: Nauti FC
- 2017: FC Manu Laeva
- 2018: Tuvaluaans voetbalelftal
- 2019: Nauti FC
- 2020: Nauti FC
- 2021: FC Tofaga

Bron: 

## Titels per club
| Club          | Totaal | Kampioen in:                                                                 |
| ------------- | ------ | ---------------------------------------------------------------------------- |
| Nauti FC      | 13     | 2005, 2007, 2008, 2009, 2010, 2011, 2012, 2013, 2014, 2015, 2016, 2019, 2020 |
| FC Niutao     | 3      | 2001, 2002, 2003                                                             |
| Lakena United | 2      | 2004, 2006                                                                   |
| FC Tofaga     | 1      | 2021                                                                         |

1. ↑  Schoggl, Hans, Tuvalu– List of Champions; Division A (Men). Rec.Sport.Soccer Statistics Foundation (22 april 2021). Geraadpleegd op 8 april 2022.

Nationaal elftal ·
Nationaal zaalvoetbalteam ·
A-Division ·
B-Division ·
Independence Cup ·
NBT Cup ·
Christmas Cup ·
Tuvalu Games